# Cuộc nổi dậy Kraków

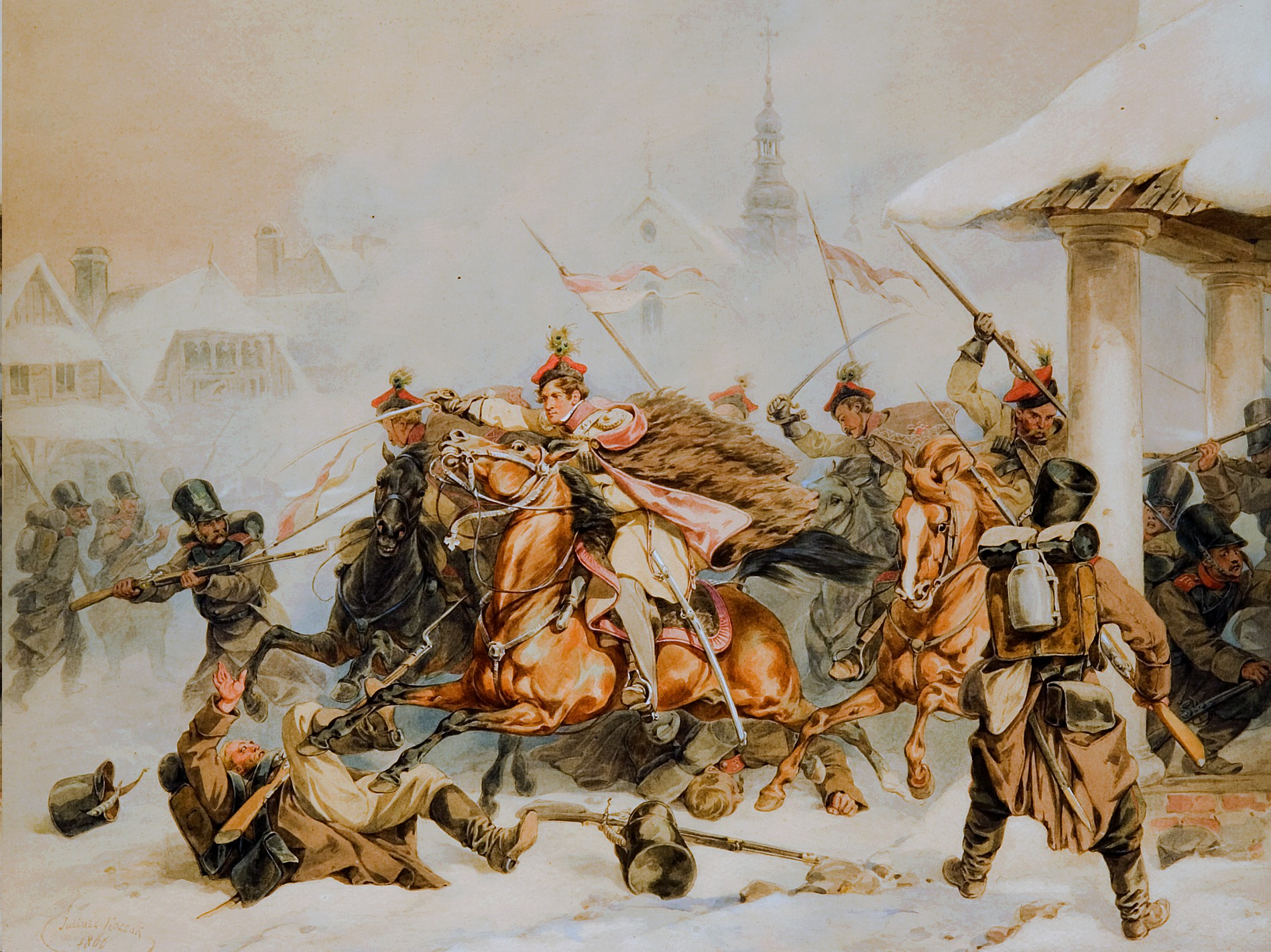
Attack of Krakusi on Russians in Proszowice during the 1846 uprising. Juliusz Kossak painting.

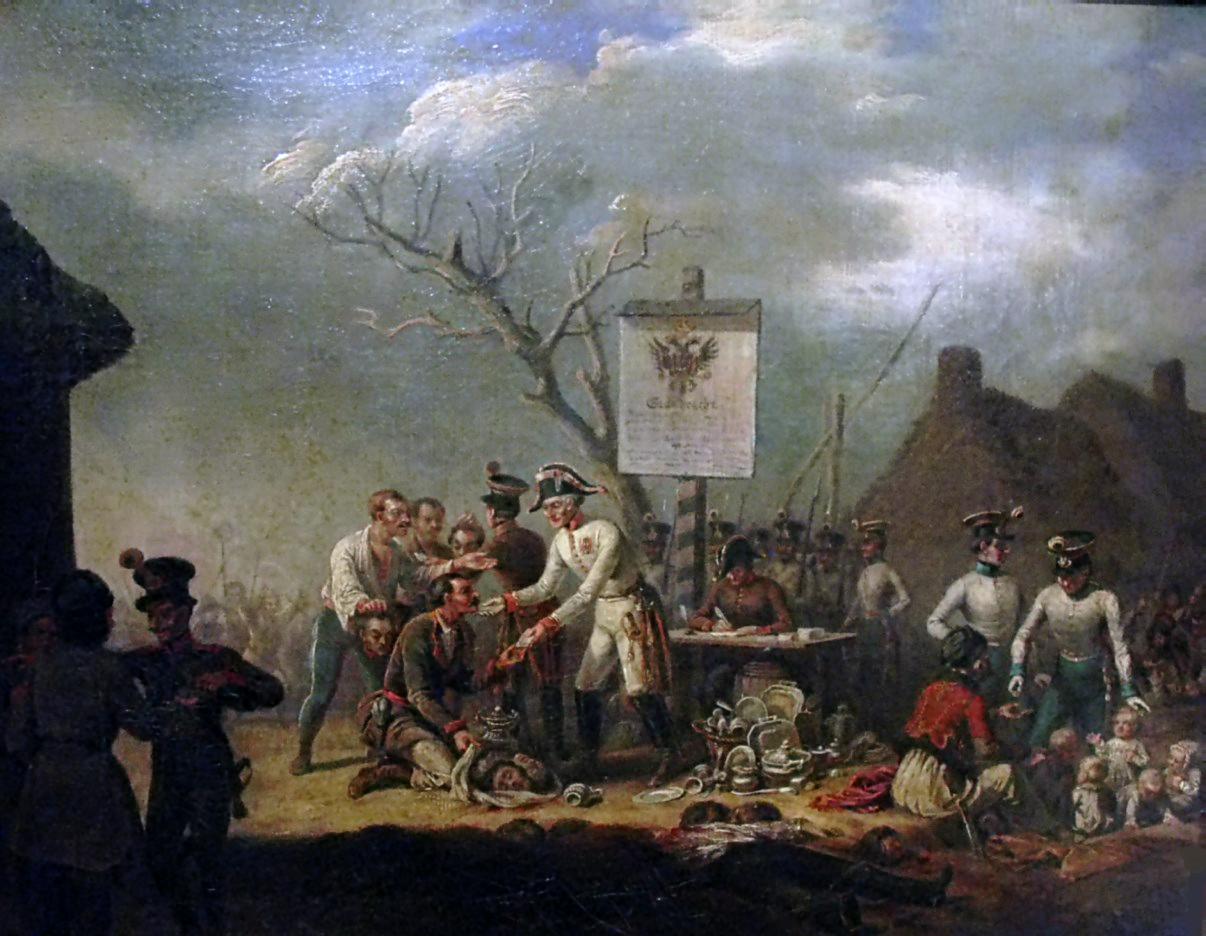
"Rzeź galicyjska" (thảm sát Galician) bởi Jan Lewicki

Cuộc nổi dậy Kraków diễn ra vào tháng 2, năm 1846 là một cuộc chính biến, được những người Ba Lan nổi dậy như là Jan Tyssowski và Edward Dembowski lãnh đạo, nhằm mở đầu cho một phong trào độc lập quốc gia. Cuộc nổi dậy xảy ra chủ yếu ở thành phố of Kraków, thủ đô của Thành phố tự do Kraków. Nó bị chi phối bởi các thế lực phân chia Ba Lan thời bấy giờ, đặc biệt là Đế quốc Áo gần đó. Cuộc nổi dậy diễn ra chỉ trong vòng 9 ngày và kết thúc với thắng lợi của người Áo.

## Lịch sử
Ban đầu cuộc nổi dậy được tổ chức và ủng hộ của các thành viên trong giới quý tộc Ba Lan và tầng lớp trung lưu, những người này muốn khôi phục nền độc lập cho dân tộc Ba Lan sau cuộc chia cắt Ba Lan vào năm 1795 do các thế lực ngoại bang thực hiện; đồng thời động lực cũng đến từ việc cải cách chính trị và xã hội (như yêu cầu giải phóng nông dân và kết thúc chế độ nông nô). Ý tưởng của cuộc nổi dậy được bắt đầu từ những người bị lưu đày (xem Great Emigration) thuộc tổ chức Xã hội Dân chủ Ba Lan. Cuộc nổi dậy dự kiến sẽ diễn ra ở nhiều địa điểm khác, nhưng sự phối hợp yếu giữa các nhà tổ chức và sự bắt bớ của chính quyền đã phá vỡ nhiều kế hoạch, phần lớn là ở Đại Ban Lan. Cuộc nổi dậy cũng được sự ủng hộ từ một số nông dân địa phương từ Thành phố Tự do và công nhân của mỏ muối Wieliczka. Thành phố tự do Kraków vốn trên danh nghĩa là độc lập, là trung tâm diễn ra những cuộc thảo luận của các nhà hoạt động phong trào Độc lập Ba Lan.
Cuộc nổi dậy bắt đầu vào đêm ngày 2 tháng 2. Ban đầu, cuộc nổi dậy thành công, nhanh chóng nắm quyền kiểm soát thành phố Kraków. Đối mặt với những người nổi dậy, các cuộc tuần hành và rào cản, lực lượng đồn trú nhỏ của người Áo do Tướng Ludwig Collin chỉ huy nhanh chóng rút lui. Một chính phủ lâm thời được thành lập ngày 22 tháng 2. Cùng với đó là sự ra đời của "Bản Tuyên ngôn Quốc gia Ba Lan" mà nội dung bao gồm việc xóa bỏ chế độ nông nô, sưu dịch, tuyên bố quyền phổ thông đầu phiếu, và nhiều ý tưởng tiến bộ khác được lấy cảm hứng từ Cách mạng Pháp.
Phần lớn nơi diễn ra nổi dậy giới hạn trong Thành phố tự do Kraków, nơi mà các lãnh đạo bao gồm giáo sư triết học viện Đại học Jagiellonian Michał Wiszniewski, diễn giả và luật sư Jan Tyssowski, tự tuyên bố ông ta là nhà độc tài vào ngày 24 tháng 2 (Tyssowski được sự ủng hộ của nhà dân chủ, và là thư ký của ông Edward Dembowski, người mà theo một số nguồn mới là thủ lĩnh thật sự của cách mạng). Vào ngày 27 tháng 11, một cuộc tranh giành quyền lực diễn ra và Wiszniewski người định tiếm quyền, đã bị Tyssowski và Dembowski lưu đày chỉ trong vài giờ.
Lực lượng Áo chiếm đóng tại đây chỉ huy bởi Ludwig von Benedek. Cuộc cách mạng mặc dù được sự ủng hộ từ Thành phố và những vùng phụ cận, nhưng lại không lan ra được những vùng nông thôn rộng lớn hơn. Phe nổi dậy có tới 6,000 tình nguyện viên, nhưng họ được đào tạo kém và trang bị ít ỏi. Những người nổi dậy bị đánh bại vào ngày 26 tháng 2 tại Trận Gdów và nhanh chóng bị phân tán bởi lực lượng của von Benedek. Chỉ huy của lực lượng nổi dậy, Đại úy Adam Suchorzewski, bị chỉ trích vì lãnh đạo kém, và không đề cao cảnh giác bất chấp những tin tức báo cáo về lực lượng đối phương đang tiếp cận. Trận đánh diễn ra chóng vánh, khi phía Ba Lan sụp đổ gần như ngay lập tức, với phần lớn bộ binh bị bắt hoặc bị giết bởi nông dân đi theo phía Áo.
Cuộc nổi dậy nhanh chóng bị người Áo dập tắt với sự giúp đỡ từ phía nông dân. Lực lượng nông dân chống khởi nghĩa, được biết qua sự kiện tàn sát Galician, đã bị người Áo hậu thuẫn qua việc lợi dụng sự bất mãn của họ với các chủ đất. Điều trớ trêu là, theo nhà sử học Eric Hobsbawm, những người nông dân trút sự giận dữ của họ lên những người cách mạng mang tư tưởng cải cách nhằm giải phóng hiện trạng của nông dân. Thay vào đó, phần lớn nông dân tin vào chính quyền Áo, với lời hứa chấm dứt chế độ nông nô và được thưởng công khi tham gia vào lực lượng dân quân chống lại cuộc nổi dậy của quý tộc Ba Lan. Ước tính khoảng 1,000 đến 2,000 quý tộc Ba Lan ủng hộ cuộc nổi dậy chết trong trận chiến.
Theo Lerski, Dembowski đã người Áo bắt và xử tử. Những người khác như Nance, Davies và Zamoyski kể lại rằng lãnh tụ chết ngày 27 tháng 2 khi đang chiến đấu với quân đội Áo, sau một nghi thức tôn giáo nhằm đánh bại lực lượng tấn công. Chính phủ của Tyssowski đã đầu hàng chỉ sau 9 ngày tồn tại, và Kraków bị chiếm đóng bởi người Nga (ngày 3 tháng 3), và ngay sau được chuyển giao cho, người Áo do Collin đứng đầu trong cùng ngày hôm đó. (tuy nhiên Davies ghi nhận người Nga hỗ trợ quân Áo vào ngày 4 tháng 3). Còn Tyssowski đã dẫn đầu 1,500 binh lính chạy trốn băng qua biên giới Phổ ngày 4 tháng 3, sau đó bị bắt giữ và di cư sang Hoa Kỳ.

## Hậu quả
Áo và Nga ký một hiệp ước vào ngày 16 tháng 11, quyết định kết thúc trạng thái Thành phố Tự do của Kraków. Sau đó Kraków và khu vực xung quanh nó được sáp nhật vào Vương quốc Galicia và Lodomeria, một tỉnh của Đế quốc Áo, với thủ đô là Lemberg (Lwów, Lviv). Điều này đã vi phạm Hiệp ước Vienna năm 1815 và gây ra xáo trộn ngắn trong quan hệ chính trị châu Âu thời điểm đó. Kraków được đặt làm thủ phủ của một tỉnh thuộc Đế quốc.

## Tầm quan trọng
Theo Anderson, mặc dù thất bại của nó, cuộc nổi dậy này được đánh giá bởi một số học giả, bao gồm Karl Marx, là "chuyển biến dân chủ sâu sắc mà hướng tới cải cách đất đai và các vấn đề xã hội cấp bách khác." Cuộc nổi dậy nào được tán dương bởi Marx và Friedrich Engels là "là lá cờ đầu tiên của phong trào cách mạng ở châu Âu", và được họ và một số học giả hiện đại là tiền thân cho Mùa xuân của Các quốc gia. Cách nhìn nhận này phổ biến trong cách ghi chép sử Ba Lan.
Cuộc nổi dậy cùng với các sự kiện trong sự chia cắt Ba Lan (bao gồm Cuộc nổi dậy Đại Ba Lan 1846 và Thảm sát Galician), được thảo luận rộng rãi trong truyền thông châu Âu hiện tại.
Ngay khi cuộc nổi dậy Kraków bị dập tắt, người Áo dẹp yên cuộc nổi dậy nông dân nhanh chóng phục hồi giai cấp phong kiến. Những nông dân đi theo phía người Áo như Jakub Szela, được ban thưởng. Tuy nhiên, ngay tại Áo nững cải cách lan truyền từ nổi dậy Kraków năm 1846 và Mùa xuân của các Quốc gia vào năm 1848, đã dẫn đến sự bãi bỏ chế độ nông nô vào năm1848 (xem thêm sự bãi bỏ chế độ nông nô ở Ba Lan).

Quốc huy của cuộc nổi dậy Kraków

## Người tham gia nổi tiếng
- Walerian Kalinka[27]